# サン・マウロ・ディ・サリーネ
サン・マウロ・ディ・サリーネ（伊: San Mauro di Saline）は、イタリア共和国ヴェネト州ヴェローナ県にある、人口約600人の基礎自治体（コムーネ）。

## 地理

### 位置・広がり

#### 隣接コムーネ
隣接するコムーネは以下の通り。
- バディーア・カラヴェーナ
- ロヴェレー・ヴェロネーゼ
- トレニャーゴ
- ヴェーロ・ヴェロネーゼ
- ヴェローナ

### 気候分類・地震分類
気候分類では、zona F, 3600 GGに分類される。
また、イタリアの地震リスク階級 (it) では、zona 2 (sismicità media) に分類される。